# Roberto Mouzo
Roberto Mouzo (* 8. Januar 1953 in Avellaneda) ist ein ehemaliger argentinischer Fußballspieler.

## Karriere
Roberto Mouzo, geboren 1953 in Avellaneda, einem industriellen Vorort von Argentiniens Hauptstadt Buenos Aires, begann mit dem Fußballspielen in Buenos Aires bei den Boca Juniors. Im Jahr 1971 schaffte er die Aufnahme in den Profikader des Vereins aus dem Arbeiterviertel La Boca. In den folgenden Jahren spielte Mouzo bei Boca unter anderem zusammen mit anderen argentinischen Fußballgrößen der damaligen Zeit wie etwa Rubén Suñé, Francisco Sá oder Hugo Gatti und gewann zwischen 1971 und 1984 dreimal die argentinische Fußballmeisterschaft. 1976 gewann er mit den Boca Juniors sogar beide Halbjahresmeisterschaften. Im Metropolitano-Wettbewerb wurde man Erster mit drei Punkten Vorsprung auf CA Huracán, das Nacional gewann man durch ein 1:0 im Endspiel gegen den großen Rivalen River Plate. Zum zweiten Mal argentinischer Meister wurde Mouzo 1981, als man Sieger des Metropolitano mit einem Zähler vor Ferro Carril Oeste wurde.
Bereits zuvor hatte er mit seinem Verein zweimal in Serie die Copa Libertadores gewonnen. Ermöglicht durch die Meisterschaft 1976 war Boca für die Copa Libertadores 1977 startberechtigt. Nachdem unter anderem River Plate und Peñarol Montevideo in der ersten Gruppenphase und der damals starke kolumbianische Vertreter Deportivo Cali in der zweiten Gruppenphase besiegt wurden, traf man im Endspiel auf Cruzeiro Belo Horizonte aus Brasilien. Nachdem Hin- und Rückspiel 1:0 für das Heimteam endeten, musste ein Entscheidungsspiel über den Libertadores-Gewinner richten, das Boca mit 5:4 nach Elfmeterschießen in Montevideo gewann, nachdem es nach Ablauf der Verlängerung torlos 0:0 gestanden hatte. Roberto Mouzo kam in allen drei Finalspielen in der Abwehr seines Vereins zum Einsatz. Im Elfmeterschießen des Entscheidungsspiels verwandelte er den ersten Elfmeter für sein Team und legte damit den Grundstein für den späteren Sieg. Für die Copa Libertadores 1978 waren die Boca Juniors als Titelverteidiger qualifiziert und gewannen auch dieses Turnier. Im Finale war man gegen Deportivo Cali mit 0:0 in Kolumbien und 4:0 im heimischen La-Bombonera-Stadion erfolgreich. Auch diesmal erlebte Mouzo beide Finalbegegnungen. Während 1977 dann auch noch der Weltpokal durch ein 2:2 und 3:0 gegen Borussia Mönchengladbach gewonnen wurde, fand der Wettbewerb 1978 nicht statt, da sowohl der Sieger im Europapokal der Landesmeister 1977/78, der FC Liverpool, als auch die Boca Juniors, ihre Teilnahme verweigerten.
Nach 396 Spielen in der Primera División, in denen Roberto Mouzo 21 Tore gelungen waren, endete 1984 seine Zeit bei den Boca Juniors. Er schloss sich zur Saison 1985 dem damaligen Erstligisten Estudiantes de Río Cuarto an, der heutzutage nur mehr drittklassig spielt. Während der Saison 1985 trotzte er mit dem kleinen Verein aus Río Cuarto seinem ehemaligen Verein Boca Juniors im Rahmen des Nacional-Wettbewerbes in der Gruppenphase ein 1:1 ab, unterlag aber im Rückspiel mit 1:7 und schied aus. Wenig später verließ Mouzo Argentinien und ging noch für einige Monate nach Ecuador zum Club 9 de Octubre. 1986 wechselte er für kurze Zeit zu Club Atlético Atlanta, wo er acht weitere Spiele machte und seine Karriere mit 33 Jahren beendete.
Roberto Mouzo machte insgesamt vier Länderspiele für die argentinische Fußballnationalmannschaft. All diese Einsätze entfielen auf das Jahr 1974. Allerdings wurde er nicht für die Weltmeisterschaft in dem Jahr nominiert. Neun Jahre nach seinem letzten Länderspiel berief Nationaltrainer Carlos Bilardo ihn dann ins Aufgebot für die Copa América 1983. Bereits in der Gruppenphase kam hierbei jedoch das Aus für die Gauchos, während Uruguay Südamerikameister wurde. Mouzo wurde nicht einmal eingesetzt.

## Erfolge
- Primera División: 3× (Metropolitano 1976, Nacional 1976, Metropolitano 1981)
- Copa Libertadores: 2× (1977, 1978)
- Weltpokal: 1× (1977)